# Nicolas Gillet
Nicolas Gillet (Brétigny-sur-Orge, 1976. augusztus 11. –) francia válogatott labdarúgó, aki a 2001-es konföderációs kupán részt vett és bajnokként távozott.

## Sikerei, díjai

### Klub
- FC Nantes
  - Francia bajnok: 2000–01
  - Francia kupa: 1998–99, 1999–00
  - Francia szuperkupa: 2001–02
- Le Havre AC
  - Francia másodosztály: 2007–08

### Válogatott
- Franciaország
  - Konföderációs kupa: 2001